# Base aérienne 726 Nîmes
La base aérienne 726 Nîmes-Courbessac est une ancienne base aérienne utilisée par l'Armée de l'air près de Nîmes, dans le département du Gard. Son Histoire est fortement marquée par les activités d'instruction aéronautique, technique et militaire.

## Histoire
La BA 726 "Pierre Colin" était située à l'est de Nîmes, dans le territoire du village de Courbessac.

### Prémices du camp d'aviation de Courbessac
Les militaires disposent sur place d'un terrain de manœuvres, notamment d'artillerie depuis 1878, qui abrite une poudrière en 1905.
L'aéroclub du Gard est créé en 1909. Jean Chassagne y fait sans doute le premier vol, sur monoplan Hanriot.
En juin 1919, une halte aérienne, étudiée en 1914, ouvre Courbessac à la circulation aérienne. Elle comporte un centre d'aviation postale, réalisant la ligne de Nîmes à Nice. 

### Base aérienne militaire
Le terrain militaire est installé en 1920, puis étendu en 1930. Un meeting aérien se tient le 25 et le 26 décembre 1920.
En 1922, s'y trouvent une école de pilotage militaire et une école de mécaniciens d'aviation. La Compagnie Française d'Aviation les dirige. En 1924 s'y installe une autre école de pilotage militaire : l'école auxiliaire de pilotage no 19 (l'école principale, de rattachement, est celle d'Istres). Formés à Nîmes, les pilotes Albert Durand, François de Geoffre, Robert Marchi et Martin Loï atteindront le rang d'as de la chasse.
Les écoles militaires cessent en 1928. Celle des mécaniciens part pour Bordeaux, avant de rejoindre Rochefort en 1936. De 1928 à 1939, une école de formation au pilotage civil prend leurs places.
En 1929, le camp d'aviation de Nîmes-Courbessac étend encore son emprise.
Le 24 octobre 1936 le menhir planté en bordure du terrain entre au classement des monuments historiques.

### Seconde guerre mondiale
Du 20 au 22 juin 1939, des escadrilles en déroute se replient à Courbessac. Le groupe de chasse I/2 et le groupe de chasse II/2 les y rejoignent bientôt. Le GC I/2 est dissous à Nîmes le 20 août 1940.
En 1942 la Luftwaffe augmente les installations et active une école de pilotage ainsi qu'un centre d'entraînement pour parachutistes. En 1943, le général allemand commandant les parachutistes, Kurt Student tient son centre de commandement à Nîmes. 
Le 27 mai 1944, les alliés bombardent la base ; la ville de Nîmes est endeuillée. Le 23 août 1944, les Allemands quittent le site.
La piste d'envol fonctionne jusqu'en 1945 ; l'activité aérienne cesse, pour passer à l'aérodrome de Courbessac. Elle devient alors une base aérienne dépourvue de piste. Elle était également proche des installations aéronautiques de la Base d'aéronautique navale de Nîmes-Garons.

### Écoles de formation de Nîmes-Courbessac
En février 1945, la base accueille le Centre des écoles de transmissions 240 (CIT 240).
En 1950, la base aérienne 240 de Nîmes est créée, pour prendre l'appellation de Base école 240 (BE 240) en 1952. À l'été 1954, elle est désignée comme Base école 726 (BE 726), avec le même insigne que celui retenu pour la BE 240. En 1954, l'école de formation des sous-officiers de l'Armée de l'air y est fixée. Elle sera opérationnelle jusqu'à la fermeture de la base aérienne, en 1996.
L'école comprend :
- l'escadron de formation des élèves sous-officiers (EESO),
- l'escadron des élèves-techniciens EET 03/318 (de 1965 à 1970),
- l'escadron de formation des commandos de l'air (EFCA).

Le 1er juillet 1964, elle devient Base aérienne 726.
À partir de 1970, l'EFISO assure la formation militaire générale des sous-officiers.
En 1973, la base reçoit le nom du lieutenant-colonel Pierre Colin, pilote de chasse et résistant, fusillé le 21 février 1944.

### Dissolution en 1996
Dissoute, la Base aérienne 726 de Nîmes-Courbessac a définitivement fermé le 1er septembre 1996. 
Une aérostèle commémore l'activité de l'Armée de l'air à Nîmes, de 1920 à 1996.
Les bâtiments militaires ainsi que les infrastructures sportives existent toujours, l'ancienne base aérienne abritant depuis le 1er septembre 1998 une école de la Police nationale et un centre de rétention.

## Missions et activités de la Base aérienne 726
Sa mission principale était la formation militaire initiale et de perfectionnement des sous-officiers de l'armée de l'air, toutes spécialités confondues.

### Unités présentes lors de la dissolution de 1996
Au moment de sa dissolution, étaient stationnés sur cette base :
- l'École de formation initiale des sous-officiers (EFISO), transférée à la fermeture à la Base aérienne de Rochefort, qui assurait la formation militaire initiale des sous-officiers,
- le Groupement des fusiliers commandos de l'Air (GFCA), unité de commandement des commandos parachutistes de l'air,
- l'Escadron de protection et d'intervention (EPI), unité opérationnelle spécialisée des commandos parachutistes de l'air,
- l'Escadron de Formation des Fusiliers Commandos et des Maîtres Chiens (EFFCMC), centre de formation des officiers commandos de l'air, aspirants du contingent, des sous-officiers commandos de l'air, ainsi que des maîtres chiens de l'Armée de l'air,
- un Centre d'instruction des fusiliers commandos (CIFC), unité de formation initiale des commandos de l'air appelés du contingent.

### Autres unités passées par la Base aérienne de Nîmes-Courbessac
- l'école technique des apprentis mécaniciens (Arpètes) de 1952 à 1956 et de 1965 à 1970 en complément de l'école de Saintes, formant des élèves techniciens de l'Armée de l'air.